# Hội An Đông
Hội An Đông là một xã thuộc huyện Lấp Vò, tỉnh Đồng Tháp, Việt Nam.

## Địa lý
Xã Hội An Đông có vị trí địa lý:
- Phía đông và đông bắc giáp xã Mỹ An Hưng A
- Phía tây và phía bắc giáp tỉnh An Giang
- Phía nam giáp xã Bình Thạnh Trung.

### Điều kiện tự nhiên
Có đất phù sa màu mỡ thích hợp cho việc trồng cây nông nghiệp.

### Tín ngưỡng
- Phật giáo (50%)
- Hoà hảo (30%)
- Cao đài (10%)
- Thiên chúa (10%).

## Hành chính
Xã được chia thành 4 ấp: An Quới, An Bình, An Phú, An Thạnh.

## Lịch sử
Quyết định 382-CP ngày 27 tháng 12 năm 1980 của Hội đồng Chính phủ, chia xã Bình An Trung thành hai xã lấy tên là xã Bình Thạnh Trung và xã Hội An Đông.
Quyết định 4-CP ngày 05 tháng 01 năm 1981, xã Hội An Đông thuộc huyện Thạnh Hưng.
Quyết định 77-HĐBT ngày 27 tháng 06 năm 1989, xã Hội An Đông thuộc huyện Thạnh Hưng.
Nghị định 81-CP ngày 06 tháng 12 năm 1996, xã Hội An Đông thuộc huyện Lấp Vò.

## Kinh tế - xã hội
Có tiềm năng kinh tế ở mức khá hiện nay đảng bộ và nhân dân đang có chiến lược phát triển kinh tế với những kế hoạch hiệu quả.

### Giáo dục - y tế
- Trạm y tế xã Hội An Đông
- Trường Mần Non Hội An Đông
- Trường Tiểu học Hội An Đông
- Trường THCS Hội An Đông: đạt chuẩn quốc gia cấp độ I năm 2016.

## Giao thông
Có huyện lộ và đường xã như:
- Huyện lộ:64
- Đường xã Hội An Đông-Bình Thạnh Trung